# Jezuïetencollege van Anchin
Het Jezuïetencollege van Anchin was een College van de Orde der Jezuïeten in Dowaai in de Zuidelijke Nederlanden, dat in 1568 gesticht werd door de benedictijnse Abdij van Anchin. Het college stond bekend als het: Collegium aquicinctinum duaci. Het was het grootste college aan de Universiteit van Dowaai. Na de verdrijving van de jezuïeten in 1764 werd het leegstaande college in 1802  een "keizerlijke middelbare school". De gebouwen worden tegenwoordig gebruikt door het plaatselijke Lycée Albert-Châtelet.

## Oorsprong en Fundament
Om het rooms-katholieke karakter van de Zuidelijke Nederlanden te versterken, stichtte koning Filips II van Spanje de Universiteit van Dowaai in 1559 (deze werd formeel geopend in 1562)